# Roberto Moreno Salazar
Roberto Moreno Salazar (Colón, 3 april 1970) is een Panamees voetbalscheidsrechter. Hij is sinds 1996 aangesloten bij de CONCACAF en sinds 2002 bij de FIFA.
In 1989 begon Moreno met zijn carrière als arbiter. Hij werkte zich op tot regelmatig optredende scheidsrechter in de ANAPROF, de hoogste voetbalcompetitie in Panama. Zijn eerste internationale duel leidde hij in 1998 het duel tussen het El Salvadoraanse CD FAS en het Guatemalteekse CSD Municipal. In zijn carrière floot Roberto Moreno wedstrijden in de CONCACAF Champions League (in het seizoen 2010/11 werd hij aangesteld voor de finale tussen Real Salt Lake en CF Monterrey, 0–1), het Wereldkampioenschap voetbal voor clubs in 2010 (halve finale), het Wereldkampioenschap onder 20 in 2013 in Turkije en diverse edities van de CONCACAF Gold Cup en kwalificatietoernooien voor het Wereldkampioenschap voetbal. In 2008 leidde hij in Shanghai een groepswedstrijd op het voetbaltoernooi op de Olympische Zomerspelen van Peking.
In maart 2013 noemde de FIFA Moreno een van de vijftig potentiële scheidsrechters voor het wereldkampioenschap voetbal 2014 in Brazilië. Op 15 januari 2014 maakte de wereldvoetbalbond bekend dat hij als reserve naar het toernooi zou afreizen. Twee dagen voor het begin van het toernooi werd Moreno als vierde official aangesteld voor het duel tussen Chili en Australië. Hij assisteerde de Ivoriaan Noumandiez Doué.

## Interlands
| Datum             | Plaats                                | Wedstrijd                                   | Uitslag | Competitie            | Kreeg geel | Kreeg voor de tweede keer geel en dus rood | Weggestuurd |
| ----------------- | ------------------------------------- | ------------------------------------------- | ------- | --------------------- | ---------- | ------------------------------------------ | ----------- |
| 17 januari 2002   | Pasadena, Verenigde Staten            | Haïti – Canada                              | 0 – 2   | CONCACAF Gold Cup     | 2          | 0                                          | 0           |
| 26 juni 2003      | Panama-Stad, Panama                   | Panama – Cuba                               | 2 – 0   | Vriendschappelijk     | 0          | 0                                          | 0           |
| 15 juli 2003      | Foxborough, Verenigde Staten          | Martinique – Verenigde Staten               | 0 – 2   | CONCACAF Gold Cup     | 0          | 0                                          | 1           |
| 28 februari 2004  | Oranjestad, Aruba                     | Aruba – Suriname                            | 1 – 2   | Kwalificatie WK 2006  | 2          | 0                                          | 0           |
| 13 juni 2004      | Santo Domingo, Dominicaanse Republiek | Dominicaanse Republiek – Trinidad en Tobago | 0 – 2   | Kwalificatie WK 2006  | 2          | 0                                          | 0           |
| 13 november 2004  | Miami, Verenigde Staten               | Saint Kitts en Nevis – Mexico               | 0 – 5   | Kwalificatie WK 2006  | 0          | 0                                          | 0           |
| 12 juli 2005      | Foxborough, Verenigde Staten          | Canada – Cuba                               | 2 – 1   | CONCACAF Gold Cup     | 2          | 0                                          | 0           |
| 6 oktober 2006    | Panama-Stad, Panama                   | Panama – El Salvador                        | 1 – 0   | Vriendschappelijk     | 0          | 0                                          | 0           |
| 9 juni 2007       | Carson, Verenigde Staten              | Trinidad en Tobago – Verenigde Staten       | 0 – 2   | CONCACAF Gold Cup     | 2          | 0                                          | 0           |
| 21 juni 2007      | Chicago, Verenigde Staten             | Guadeloupe – Mexico                         | 0 – 1   | CONCACAF Gold Cup     | 4          | 0                                          | 0           |
| 26 maart 2008     | Nassau, Bahama's                      | Bahama's – Britse Maagdeneilanden           | 1 – 1   | Kwalificatie WK 2010  | 2          | 0                                          | 0           |
| 17 juni 2008      | Saint John's, Antigua en Barbuda      | Antigua en Barbuda – Cuba                   | 3 – 4   | Kwalificatie WK 2010  | 4          | 0                                          | 0           |
| 22 juni 2008      | Bridgetown, Barbados                  | Barbados – Verenigde Staten                 | 0 – 1   | Kwalificatie WK 2010  | 0          | 0                                          | 0           |
| 10 augustus 2008  | Shanghai, China                       | Servië – Ivoorkust                          | 2 – 4   | Olympische Spelen     | 1          | 0                                          | 0           |
| 6 september 2008  | Port of Spain, Trinidad en Tobago     | Trinidad en Tobago – Guatemala              | 1 – 1   | Kwalificatie WK 2010  | 4          | 0                                          | 0           |
| 10 september 2008 | San Pedro Sula, Honduras              | Honduras – Jamaica                          | 2 – 0   | Kwalificatie WK 2010  | 2          | 0                                          | 0           |
| 11 oktober 2008   | Washington D.C., Verenigde Staten     | Verenigde Staten – Cuba                     | 6 – 1   | Kwalificatie WK 2010  | 3          | 1                                          | 0           |
| 1 april 2009      | Nashville, Verenigde Staten           | Verenigde Staten – Trinidad en Tobago       | 3 – 0   | Kwalificatie WK 2010  | 1          | 0                                          | 0           |
| 8 juli 2009       | Washington D.C., Verenigde Staten     | Haïti – Griekenland                         | 2 – 0   | CONCACAF Gold Cup     | 4          | 0                                          | 0           |
| 23 juli 2009      | Chicago, Verenigde Staten             | Costa Rica – Mexico                         | 1 – 1   | CONCACAF Gold Cup     | 7          | 0                                          | 0           |
| 12 augustus 2009  | Mexico-Stad, Mexico                   | Mexico – Verenigde Staten                   | 2 – 1   | Kwalificatie WK 2010  | 6          | 0                                          | 0           |
| 10 oktober 2009   | San Pedro Sula, Honduras              | Honduras – Verenigde Staten                 | 2 – 3   | Kwalificatie WK 2010  | 4          | 0                                          | 0           |
| 21 april 2010     | San Pedro Sula, Honduras              | Honduras – Venezuela                        | 0 – 1   | Vriendschappelijk     | 2          | 0                                          | 0           |
| 11 augustus 2010  | Mexico-Stad, Mexico                   | Mexico – Spanje                             | 1 – 1   | Vriendschappelijk     | 3          | 0                                          | 0           |
| 3 september 2010  | Puerto La Cruz, Venezuela             | Venezuela – Colombia                        | 0 – 2   | Vriendschappelijk     | 3          | 0                                          | 0           |
| 26 oktober 2010   | Panama-Stad, Panama                   | Panama – Cuba                               | 0 – 3   | Vriendschappelijk     | 2          | 0                                          | 0           |
| 26 maart 2011     | San José, Costa Rica                  | Costa Rica – China                          | 2 – 2   | Vriendschappelijk     | 0          | 0                                          | 0           |
| 5 juni 2011       | Dallas, Verenigde Staten              | Costa Rica – Cuba                           | 5 – 0   | CONCACAF Gold Cup     | 1          | 0                                          | 0           |
| 12 juni 2011      | Chicago, Verenigde Staten             | Mexico – Costa Rica                         | 4 – 1   | CONCACAF Gold Cup     | 3          | 0                                          | 0           |
| 18 juni 2011      | East Rutherford, Verenigde Staten     | Costa Rica – Honduras                       | 2 – 4   | CONCACAF Gold Cup     | 6          | 0                                          | 0           |
| 11 oktober 2011   | La Ceiba, Honduras                    | Honduras – Jamaica                          | 2 – 1   | Vriendschappelijk     | 3          | 0                                          | 0           |
| 14 november 2011  | Hamilton, Bermuda                     | Barbados – Bermuda                          | 1 – 2   | Kwalificatie WK 2014  | 6          | 0                                          | 0           |
| 22 februari 2012  | Kingston, Jamaica                     | Jamaica – Cuba                              | 1 – 0   | Vriendschappelijk     | 3          | 0                                          | 0           |
| 24 februari 2012  | Montego Bay, Jamaica                  | Jamaica – Cuba                              | 3 – 0   | Vriendschappelijk     | 3          | 0                                          | 0           |
| 8 juni 2012       | Kingston, Jamaica                     | Jamaica – Guatemala                         | 2 – 1   | Kwalificatie WK 2014  | 0          | 0                                          | 0           |
| 7 september 2012  | San José, Costa Rica                  | Costa Rica – Mexico                         | 0 – 2   | Kwalificatie WK 2014  | 4          | 0                                          | 0           |
| 16 oktober 2012   | Kansas City, Verenigde Staten         | Verenigde Staten – Guatemala                | 3 – 1   | Kwalificatie WK 2014  | 2          | 0                                          | 0           |
| 7 juni 2013       | Kingston, Jamaica                     | Jamaica – Verenigde Staten                  | 1 – 2   | Kwalificatie WK 2014  | 2          | 0                                          | 0           |
| 6 september 2013  | Mexico-Stad, Mexico                   | Mexico – Honduras                           | 1 – 2   | Kwalificatie WK 2014  | 4          | 0                                          | 0           |
| 2 april 2014      | Glendale, Verenigde Staten            | Verenigde Staten – Mexico                   | 2 – 2   | Vriendschappelijk     | 2          | 0                                          | 0           |
| 13 september 2014 | Los Angeles, Verenigde Staten         | Guatemala – Costa Rica                      | 1 – 2   | Kwalificatie Gold Cup | 3          | 0                                          | 0           |
| 11 oktober 2014   | East Hartford, Verenigde Staten       | Verenigde Staten – Ecuador                  | 1 – 1   | Vriendschappelijk     | 2          | 0                                          | 0           |

Bijgewerkt op 9 juli 2015.